# James L. Brooks
James Lawrence "Jim" Brooks, född 9 maj 1940 i Brooklyn i New York, är en amerikansk manusförfattare, regissör och filmproducent av judisk härkomst.
Brooks tilldelades tre Oscar för bästa film, bästa regi och bästa manus efter förlaga av filmen Ömhetsbevis 1983.
Han föddes i Brooklyn men växte upp i North Bergen, New Jersey.

## Filmografi (urval)
- 1978–1983 – Taxi (TV-serie) (manus och produktion)
- 1983 – Ömhetsbevis (manus, regi och produktion)
- 1987 – Broadcast News - nyhetsfeber (manus, regi och produktion)
- 1988 – Big (produktion)
- 1989–2014 – Simpsons (TV-serie) (manus och produktion)
- 1994 – Inget att förlora (manus, regi och produktion)
- 1997 – Livet från den ljusa sidan (manus, regi och produktion)
- 2001 – Pojkarna i mitt liv (produktion)
- 2004 – Spanglish (manus, regi och produktion)
- 2007 – The Simpsons: Filmen (manus och produktion)
- 2010 – How Do You Know (manus, regi och produktion)
- 2025 – Ella McCay (manus och regi)